# Isku (ö)
Isku är en ö i Finland.   Den ligger i den ekonomiska regionen Ylivieska och landskapet Norra Österbotten, i den centrala delen av landet, 500 km norr om huvudstaden Helsingfors.